# Editace
Editace nebo editování (z anglického edit) je aktivita při použití počítače: Jde o proces měnění datového obsahu. Uživatel, který editaci provádí, pak může být označen za editora. Přidávaný obsah bývá buď nový, výtvorem editora, nebo může jít o kopii obsahu přeneseného odjinud.
Nejedná se pouze o psaní textu, přidávání nového, ale i o použití dosavadního, tedy i již existujících dat. Podle schopností příslušného software lze měnit i obrázky, zvukové záznamy a i aktuální obsah samotný, nebo i jeho vlastnosti, například jeho formátování a metadata.

## Kopírování a přenášení
Editování neznamená jen vytváření nového obsahu, ale i přenášení či kopírovaní již existujících dat, jejich vkládáním například z jiného okna grafického prostření daného počítače, a to pomocí jeho systémové schránky.

## Účely a správa editací
Editace je běžný pojem jak z prostředí uživatelského používání IT a internetu, tak i z oblastí odborné práce, například programování. Příkladem úprav kódu, často jeho zkrácení, a to bez změny původní funkce, je refaktorování: Typicky jde o sérii malých editací, které samy o sobě bývají jen malými změnami, při souhrnném porovnání může být kód k nepoznání.
Jednotlivé úpravy textu se typicky nejdříve provádějí na místní kopii daného počítače, teprve jejím uložením, například odesláním formuláře na server, se z provedených změn stává sjednocující položka, tzv. editace, anglicky commit. Aby tuto bylo možno spravovat a sdílet s ostatními, mívá typicky přidělen identifikační kód. Zavedenou praxí je commit také popsat komentářem: Co že bylo změněno a proč.
Z praxe vzešla dobrá zkušenost dodržovat editace v rozsahu přiměřené atomičnosti: Je na intuici editora, aby sám posoudil, jak rozsáhlé změny je vhodné provádět v rámci jednoho commitu, a kdy jej už raději rozdělit a dávkovat celkovou úpravu na vícero menších. Za optimální se jeví jedno dílčí téma v jedné editaci, takových editací pak i libovolně mnoho.

## Právní souvislosti
Ačkoli samotná data lze měnit snadno, zůstává otázkou, zda jejich změnou nedojde k porušení něčích autorských či dokonce vlastnických práv. Řešením pak je softwarová licence.